# GATT
Układ Ogólny w sprawie Taryf Celnych i Handlu (ang. General Agreement on Tariffs and Trade, GATT) – porozumienie dotyczące polityki handlowej, podpisane w Genewie 30 października 1947.
Układ Ogólny GATT wszedł w życie 1 stycznia 1948. Z założenia miał być jedynie tymczasowym układem poprzedzającym powstanie Międzynarodowej Organizacji Handlowej (ITO). Jednakże, brak zgody między państwami niepozwalający na wejście w życie statusu ITO, przedłużył obowiązywanie układu GATT do 31 grudnia 1994. ITO miało być – obok wcześniej utworzonych MFW i Banku Światowego (1944) – trzecią instytucją międzynarodową ułatwiającą współpracę gospodarczą między państwami. 
Sukcesorem GATT jest Światowa Organizacja Handlu.

## Zadania i rundy
Podstawowym zadaniem GATT była liberalizacja handlu międzynarodowego (kontrola, usuwanie przeszkód stojących na drodze rozwoju współpracy, koncyliacja). Swoje funkcje GATT spełniał przede wszystkim poprzez organizowanie tzw. rund negocjacyjnych:
| Rundy GATT i WTO | Rundy GATT i WTO | Rundy GATT i WTO | Rundy GATT i WTO | Rundy GATT i WTO | Rundy GATT i WTO |
| Nazwa            | Początek         | Okres            | Kraje            | Przedmiot obrad | Osiągnięcia |
| ---------------- | ---------------- | ---------------- | ---------------- | --- | --- |
| Genewska         | kwiecień 1947    | 7 miesięcy       | 23               | taryfy celne | podpisanie GATT, 45000 koncesji taryfowych obejmujących obrót watości 10 mld dolarów USA |
| z Annecy         | kwiecień 1949    | 5 miesięcy       | 13               | taryfy celne | 5000 koncesji taryfowych |
| z Torquay        | wrzesień 1950    | 8 miesięcy       | 38               | taryfy celne | 8700 koncesji taryfowych, obniżających poziom taryf z 1948 o 25% |
| Genewska II      | styczeń 1956     | 5 miesięcy       | 26               | taryfy, przyjęcie Japonii | 2,5 mld dolarów USA redukcji taryf celnych |
| Dillona          | wrzesień 1960    | 11 miesięcy      | 26               | taryfy celne | koncesje taryfowe warte 4,9 mld dolarów USA |
| Kennedy'ego      | maj 1964         | 37 miesięcy      | 62               | taryfy celne, Dumping | koncesje taryfowe warte 40 mld dolarów USA |
| Tokijska         | wrzesień 1973    | 74 miesięcy      | 102              | taryfy celne, ograniczenia pozataryfowe, „porozumienia ramowe”                                                                                          | redukcje taryfowe obejmujące 300 mld dolarów |
| Urugwajska       | wrzesień 1986    | 87 miesięcy      | 123              | taryfy celne, ograniczenia pozataryfowe, zasady handlu, usługi, własność intelektualna, rozstrzyganie sporów, tekstylia, rolnictwo, stworzenie WTO itd. | utworzenie Światowej Organizacji Handlu, podwyższenie rangi negocjacji handlowych, zasadnicza obniżka stawek celnych (ok. 40%) i subsydiów rolnych, podpisanie porozumienia o wolnym handlu tekstyliami z krajów rozwijających się i rozszerzeniu praw własności intelektualnej (TRIPS) |
| Ad-Dauha         | listopad 2001    | ?                | 141              | taryfy celne, ograniczenia pozataryfowe, rolnictwo, standardy BHP, ochrona środowiska, zasady konkurencji, inwestycje, przejrzystość, patenty itd.      | runda nie została zakończona 7 grudnia 2013 przyjęto Pakiet z Bali |

Kluczowymi zasadami, jakimi starali się kierować członkowie GATT, były:
- zasada niedyskryminacji i równego traktowania;
- stosowanie tzw. klauzuli najwyższego uprzywilejowania (każde państwo jest traktowane tak samo; jeśli udzielamy uprzywilejowania jednemu państwu to ten przywilej jest rozprzestrzeniany na inne kraje zrzeszone; wyjątkiem są strefy wolnego handlu i unie celne) i klauzuli narodowej (traktowanie na równi towarów importowanych do kraju z towarami krajowymi; wyjątkiem może być sytuacja, kiedy państwo chce ochronić bilans płatniczy, zdrowie swoich obywateli i ich bezpieczeństwo;
- zasada wzajemności;
- zasada możliwości interwencji handlowej (za jedyny instrument interwencyjny zostały uznane cła).

Jednym z najważniejszych efektów funkcjonowania GATT było 10-krotne obniżenie przeciętnego poziomu ceł.